# Sân bay Pärnu
Sân bay Pärnu (IATA: EPU, ICAO: EEPU) là một sân bay ở Estonia. Sân bay này nằm cách thành phố Pärnu 4 km.
Tháng 10 năm 1937, hội đồng thị xã Pärnu đã quyết định giao 0,28 km² (69 ac) để xây sân bay này. Máy bay đầu tiên cất cánh từ sân bay này năm 1939.
Trong thời kỳ Liên Xô chiếm đóng, sân bay này thuộc Không lực Liên Xô. Lúc này đây là căn cứ máy bay tiêm kích đánh chặn của trung đoàn tiêm kích 366 IAP và có thể là 655 IAP (trung đoàn tiêm kích 655) sử dụng máy bay MiG-23 từ thập niên 1970 đến 1990..
Aeroflot thường bay dân dụng tuyến Tartu-Viljandi-Pärnu-Kingissepa (ngày nay là Kuressaare) bằng máy bay AN-2.
Mùa Hè năm 1992, bộ quốc phòng Estonia quản lý sân bay này. Ngày 15 tháng 10 năm 1992, một sân bay dân sự được xây trên nền sân bay quân sự. Đường băng cũ bị đóng cửa ngày 1 tháng 7 năm 1997. Hãng Air Livonia cung cấp dịch vụ bay từ Pärnu nối với Kuressaare, Kihnu và Ruhnu. Năm 2004, có 5035 lượt khách qua sân bay này.

## Các hãng hàng không và các tuyến điểm
- Skyways Express (Stockholm-Arlanda) – theo mùa (31 tháng 5-16 tháng 8 năm 2008)
- Luftverkehr Friesland Harle Lưu trữ ngày 17 tháng 5 năm 2009 tại Wayback Machine Pärnu-Ruhnu-Kuressaare-Ruhnu-Pärnu